# Henk Apotheker
Henk Apotheker (Huizen, 8 oktober 1956) is een Nederlands acteur, scenarioschrijver en schrijver.

## Biografie
Apotheker werd geboren in Huizen en verhuisde op zesjarige leeftijd met zijn familie naar Arnhem. Aan het einde van de jaren zeventig stortte hij zich op de kraakbeweging. Ook werkte hij bij een illegale stadsradio waar hij veel inspiratie opdeed voor zijn eerste boek. Hij beoefende gevechtskunsten als taekwondo en kungfu en gaf ook les in zelfverdediging.
Sinds 1990 is Apotheker schrijver van verhalen en thrillers die zich meestal afspelen in Arnhem. In 1994 kwam zijn eerste thriller 'Pleidooi' uit, die werd genomineerd voor de Gouden Strop. Sinds 1999 schrijft Apotheker ook scripts voor Nederlandse televisieseries.

## Filmografie
- Blauw blauw (1999-2000, scenarioschrijver)
- Luifel & Luifel (2001, scenarioschrijver)
- Spangen (2002, scenarioschrijver)
- Westenwind (2002, scenarioschrijver)
- Grijpstra & De Gier (2004-2005, scenarioschrijver)
- Keyzer & De Boer Advocaten (2005, scenarioschrijver)
- Van Speijk (2006, acteur)
- Van Speijk (2006, scenarioschrijver)
- Flikken Maastricht (2007-2020, scenarioschrijver)
- Seinpost Den Haag (2011, scenarioschrijver)
- De Overloper (2012, scenarioschrijver)
- CopStories (2013, scenarioschrijver)
- Flikken Rotterdam (2016-, scenarioschrijver)

- Digitale Bibliotheek voor de Nederlandse Letteren: apot001
- Gemeinsame Normdatei: 123299055
- International Standard Name Identifier: 0000 0000 1608 2216
- Nederlandse Thesaurus van Auteursnamen: 124497179
- Virtual International Authority File: 312629459
- WorldCat: E39PBJw4Cfx7WHkDKWrmTxMF8C